# Brasão de armas da Guiné Equatorial
O Brasão de Armas da Guiné Equatorial  é um dos símbolos oficiais do país.

## História
Desde 21 de Agosto de 1979. Introduzido mesmo antes da independência, sofreu algumas modificações e tornou-se o emblema oficial do país. 

## Descrição heráldica
É composto de um escudo cinzento que contém uma árvore. É a árvore Bombax, ou a árvore Deus, sob a qual se assinou o primeiro tratado entre Portugal e o governante local. Por baixo do escudo é mostrado o lema (adoptado em 1968) da Guiné Equatorial em castelhano. Por cima do escudo, figuram seis estrelas de seis pontas simbólicas do território continental e das ilhas. Curiosamente tal escudo é uma adaptação do escudo que Portugal utilizava para representar as suas colônias no Golfo da Guiné. O escudo sobrevive como emblema oficial da independente Guiné Equatorial, sofrendo mínimas modificações.

## Brasões históricos

Brasão dos Territórios do Golfo da Guiné, atual Guiné Equatorial, no período português
Brasão da colônia espanhola de Rio Muni
Brasão durante a época de Macías